# Josef Smolík (politolog)
Josef Smolík (* 4. května 1976 Nové Město na Moravě) je český politolog, který se zaměřuje na terorismus, organizovaný zločin, krajní pravici, krajní levici, vlastenectví, bezpečnostní problematiku, kriminologii a kriminální politiku, kolektivní násilí, politickou a interkulturní psychologii a etnografický výzkum různých subkultur mládeže (punk, fotbaloví fanoušci, skinheads).

## Vzdělání
Vystudoval politologii na Fakultě sociálních studií Masarykovy univerzity v Brně (2007, Ph.D.), psychologii (2005, Mgr.) na Fakultě sociálních studií Masarykovy univerzity a sociální pedagogiku (2005, Mgr.) na Pedagogické fakultě Masarykovy univerzity. Na Central European Management Institute (CEMI) v Praze vystudoval obory Bezpečnostní a krizový management (2015, MBA) a Korporátní právo (2017, LL.M.).

## Pedagogická činnost
Od roku 2005 do roku 2017 působil jako odborný asistent Oddělení bezpečnostních a strategických studií katedry politologie na Fakultě sociálních studií Masarykovy univerzity. Od roku 2011 působí jako odborný asistent na Ústavu sociálního rozvoje Fakultě regionálního rozvoje a mezinárodních studií Mendelovy univerzity (FRRMS), kde se zaměřuje na mezinárodní vztahy, politologii, interkulturní psychologii a sociologická témata. Od roku 2017 do roku 2021 byl vedoucím Ústavu sociálního studií Fakultě regionálního rozvoje a mezinárodních studií Mendelovy univerzity.

## Publikační činnost
V minulosti byl výkonným redaktorem politologického časopisu Rexter, podílel se na realizaci cyklu přednášek pro Armádu České republiky tematicky zaměřených rovněž na radikalismus, extremismus a terorismus. Odborné texty publikoval v mnoha českých i zahraničních odborných periodikách.

### Vybrané publikace
- Mareš, M., Smolík, J., Suchánek, M.: Fotbaloví chuligáni: evropská dimenze subkultury, Brno: Centrum strategických studií a Barrister & Principal, 2004.
- Smolík, J.: Subkultury mládeže: uvedení do problematiky, Praha: Grada Publishing. 2010.
- Smolík, J.: Fotbalové chuligánství. Historie, teorie a politizace fenoménu. Karlovy Vary, VNP, 2008.
- Kupka, P., Laryš, M, Smolík, J.: Krajní pravice ve vybraných zemích střední a východní Evropy, Brno: MPÚ. 2009.
- Martin Bastl, Miroslav Mareš, Josef Smolík, Petra Vejvodová: Krajní pravice a krajní levice v ČR. Praha: Grada Publishing, 2011.
- Smolík, J., Šmíd, T. a kol.: Vybrané bezpečnostní hrozby a rizika 21. století, Brno: MPÚ, 2010.
- Smolík, J., Šmíd, T., Vaďura, V., eds.: Organizovaný zločin a jeho ohniska v současném světě, Brno: MPÚ, 2007.
- Lukas, J., Smolík, J.: Psychologie vůdcovství, Brno: Computer Press, 2008.
- Smolík, J.: Národní strana v kontextu krajní pravice: 2003–2013. Brno: Centrum pro studium demokracie a kultury, 2013.
- Smolík, J.: Úvod do studia mezinárodních vztahů. Vybraná témata. Mendelova univerzita v Brně, 2013.
- Smolík, J.: Introduction to the Study of International Relations. Selected Themes. Mendelova univerzita v Brně, 2013.
- Smolík, J.: Úvod do studia mezinárodních vztahů. Praha: Grada Publishing, 2014.
- Čeněk, J., Smolík, J., Vykoukalová, Z.: Interkulturní psychologie: Vybrané kapitoly. 1. vyd. Praha: Grada, 2016.
- Smolík, J.: Psychologie davů na počátku 21. století. Doslov. In Le Bon, G.: Psychologie davu. 1. vyd. Praha: Portál, 2016, s. 131–164.
- Smolík, J.: Subkultury mládeže: sociologické, psychologické a pedagogické aspekty. 1. vyd. Brno: Mendelova univerzita v Brně, 2017.
- Hušek, P., Smolík, J.: Politický systém a politické strany České republiky. 1. vyd. Brno: Mendelova univerzita v Brně, 2019.
- Smolík, J.: Psychologie terorismu a radikalizace: jak se z beránků stávají vlci. 1. vyd. Brno: Mendelova univerzita v Brně, 2020.
- Kancik-Koltun, E., Smolík, J., Řádek, M., Fekete, S.: Local Government in the Visegrad Group Countries. 1. vyd. Lublin: Wydawnictwo UMCS, 2020.
- Kancik-Koltun, E., Smolík, J. (eds.): New Political Parties in the Party Systems of the Czech Republic. 1. vyd. Berlin: Peter Lang, 2022.
- Kancik-Koltun, E., Smolík, J., Michalczuk-Wlizlo, M., Wallner, M.: New Political Parties in the Party System of Poland. 1. vyd. Berlin: Peter Lang, 2023.